# Велидаровка
Велидаровка (укр. Велідарівка) — село в Еланецком районе Николаевской области Украины.

## История
Основано в 1802 году.
В октябре 1995 года Кабинет министров Украины утвердил решение о приватизации находившегося здесь птицеводческого совхоза.
Население по переписи 2001 года составляло 390 человек.

## Местный совет
55500, Николаевская обл., Еланецкий р-н, пгт Еланец, ул. Васыля Стуса, 20